# Крутков, Иван Сергеевич
Иван Сергеевич Крутков (род. 1 июля 1930 год, село Первосоветское, Зеленовский район) — бригадир совхоза «Пермский» Зеленовского района Уральской области, Казахская ССР. Герой Социалистического Труда (1966).
Родился в 1930 году в крестьянской семье в селе Первосоветское Зеленовского района Уральского округа (ныне Западно-Казахстанской области. В 1947 году окончил училище механизации сельского хозяйства. С 1955 года — тракторист и с 1958 года — бригадир тракторно-полеводческой бригады совхоза «Пермский» Зеленовского района.
Бригада Ивана Круткова ежегодно перевыполняла производственный план. Указом Президиума Верховного Совета СССР от 23 июня 1966 года за увеличение производства и заготовок зерна, кормовых культур и высокопроизводительное использование сельскохозяйственной техники удостоен звания Героя Социалистического Труда с вручением ордена Ленина и золотой медали «Серп и Молот».
В дальнейшем проживал на Украине, в городе Черкассы.
Награды
- медаль «Серп и Молот» (23.06.1966)
- Орден Ленина (23.06.1966)